# St. Ottmar (Ottmaring)

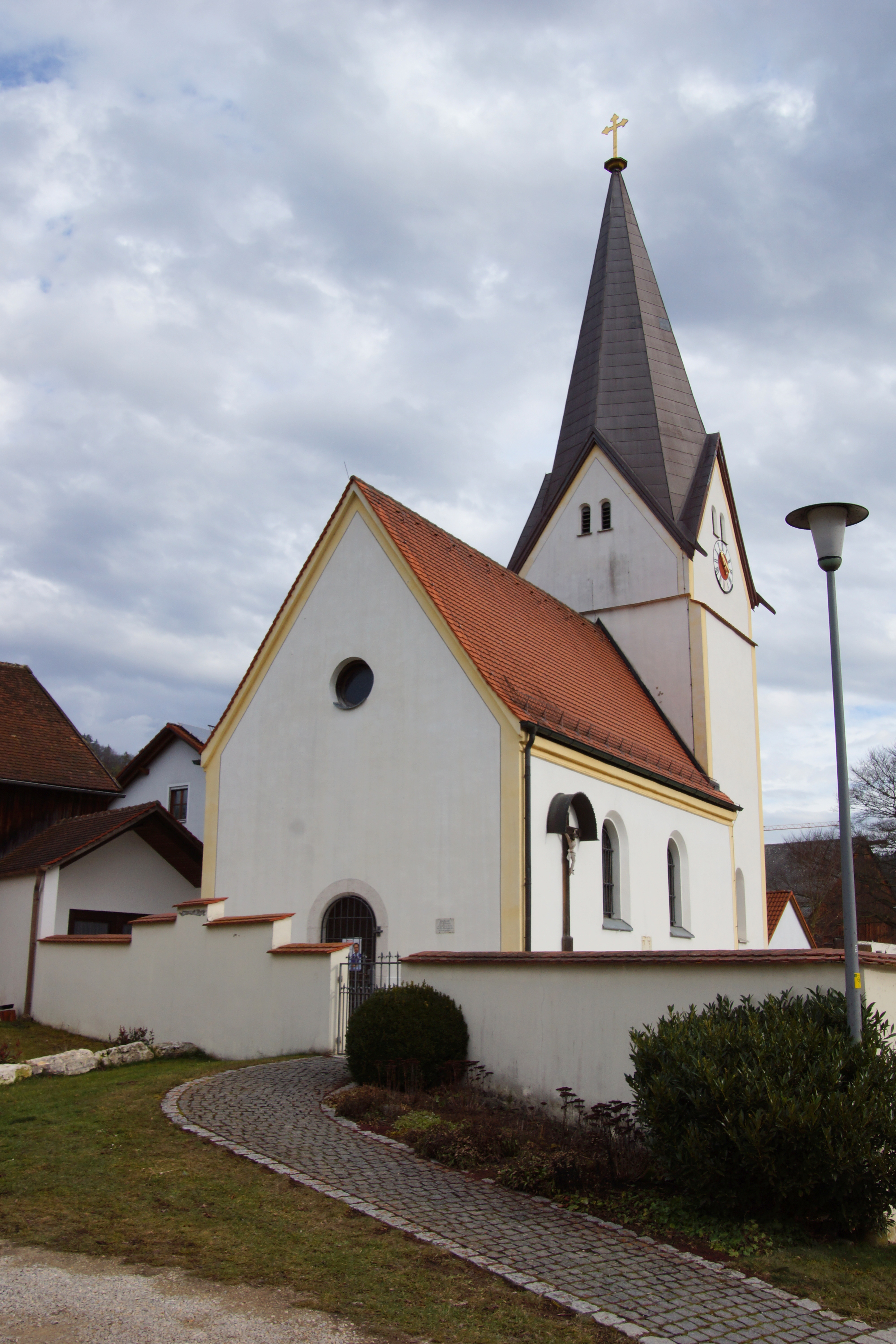
Kirche St. Ottmar in Ottmaring (2014)

Die denkmalgeschützte römisch-katholische Filialkirche St. Ottmar befindet sich in Ottmaring, einem Gemeindeteil der Stadt Dietfurt an der Altmühl im Landkreis Neumarkt in der Oberpfalz. Die Kirche gehört zur Pfarrei Töging im Dekanat Neumarkt des Bistums Eichstätt. Das Patrozinium bezieht sich auf den heiligen Ottmar, einen heiliggesprochenen Bischof der Franken. 

## Baulichkeit
Der Bau ist eine Saalkirche mit Chorturm, der mit einem Zeltdachhaube und vier Dreiecksgiebeln gedeckt ist. Das Langhaus besitzt ein Satteldach. Im Norden des Turms ist mit einem Pultdach die Sakristei angebaut. An der Ostseite befindet sich im Untergeschoss des Turmes ein mittelalterliches Schlitzfenster. Das Obergeschoss des Turms ist vorkragend und zurückspringend aufgesetzt. Im Turm befindet sich der eingezogene quadratische Chor mit einem barocken Kreuzgratgewölbe. Die erste Kirche und der Turm dürfte im 13. Jahrhundert entstanden sein. Diese frühgotische Kirche wurde um 1516 geringfügig verändert; in der Glockenstube findet sich die Jahreszahl 1516, die auf den Umbau hindeutet. 1707 wurden die Langhausdecke und die Kirchenbänke erneuert und die Sakristei errichtet und vermutlich auch der Chor eingewölbt. 1854 wurde die Kirche nach Westen vergrößert und die Empore eingebaut. Aus dieser Zeit datiert auch das Eingangstor und das Türblatt. 
Erwähnenswert ist die Friedhofsmauer mit Grabplatten mit Angehörigen von Ortsadeligen aus dem 16./17. Jahrhundert.

## Geschichte
Ottmaring gehörte im Mittelalter zu der Urpfarrei des unteren Altmühltals Kottingwörth, hatte aber einen Frühmesser. Das Frühmesserhaus musste 1447 ein Fastnachtshuhn an den Kasten zu Hirschberg abliefern. Am 18. März 1483 wurde die Filialkirche zu einer eigenen Pfarrkirche erhoben. Der Kirchenheilige war damals und bis 1699 der Heilige Martin. Die eigenständige Pfarrei bestand nicht lange, denn in der 2. Hälfte des 16. Jahrhunderts versah wieder der Frühmesser von Kevenhüll Ottmaring im Wechsel mit seiner Gemeinde die Gläubigen. 1611 wurde Ottmaring nach Töging eingepfarrt und ist seitdem eine Filiale zu Töging. Seit 1699 wird sie als Kirche des hl. Othmar bezeichnet; ein Bildnis des Heiligen befand sich bereits 1622 in der Kirche. Die Gründe für die Änderung des Patroziniums sind nicht bekannt. 

## Innengestaltung

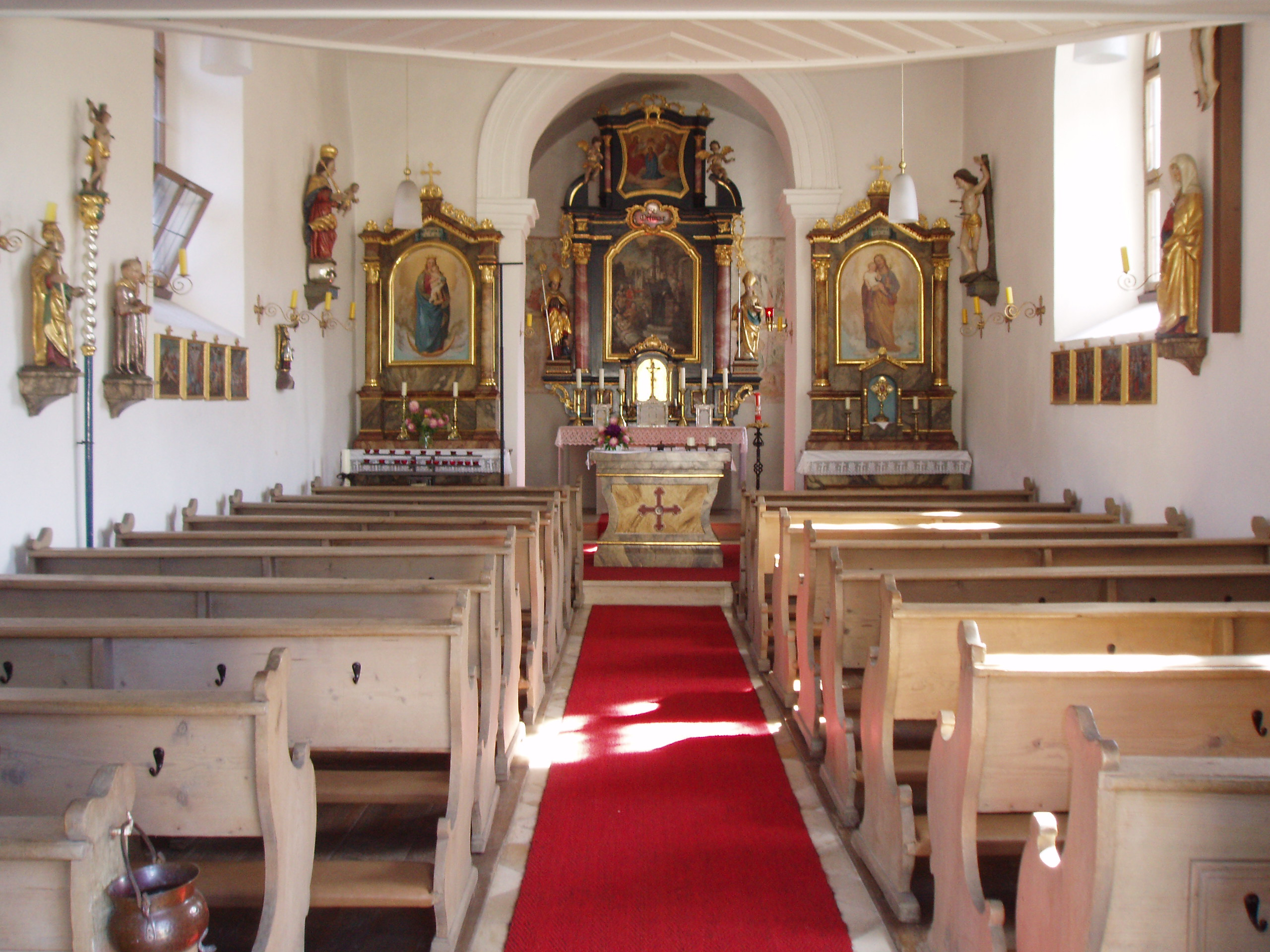
Innenraum der Kirche St. Ottmar

Der flachgedeckte Innenraum besitzt eine runde Lüftungsöffnung mit einer Heiligen-Geist-Taube. Die Decke besitzt einen geschwungenen Deckenspiegel mit einem Stuckrahmen. Ein rundbogiger Triumphbogen stellt die Verbindung zwischen Chor und Kirchenraum her. An der Ost- und Südwand des Chors sind gotische Wandmalereien mit Szenen aus dem Leben und Sterben Christi angebracht, die bei einer Innenrenovierung 1921 freigelegt wurden. 
Die Empore liegt auf einem Querbalken auf, sie besitzt eine diagonale Verbretterung und eine geschwungene Brüstung. Hier ist eine Orgel aus dem Jahr 1900 aus der Werkstätte Bittner von Eichstätt aufgestellt. 1960 wurden die Seitenaltäre ausgebaut, 1987 nach ihrer Erneuerung wieder eingestellt. 
Der Hauptaltar stammt aus der Mitte des 18. Jahrhunderts und geht auf eine Stiftung des Josef Georg Grill zurück. Er besitzt zwei gedrehte, spätbarocke Säulen. Das Altarbild stellt den heiligen Ottmar als Benediktinerabt des Klosters St. Gallen dar, zu dem Kranke kommen, um geheilt zu werden. Als Nebenfiguren sind die Statuen des heiligen Martins (um 1500) und des Nikolaus. Im oberen Teil wird die Krönung Mariens dargestellt. Daneben besitzt die Kirche einen Marien- und einen Josefsaltar (vermutlich von 1854). An der Nordseite ist eine Statue des heiligen Wendelin in zeitgenössischer Tracht aus der zweiten Hälfte des 18. Jahrhunderts angebracht. An der Nordwand befinden sich ebenfalls spätbarocke Tragestangen mit Figurenkonsolen und Akanthusblättern. 

## Orgel
Die heutige Orgel hatte ein Vorgängerinstrument, über das weiters nicht bekannt ist. Heute befindet sich hier ein Instrument der Orgelbaufirma Bittner aus Eichstätt. Es wurde 1900 eingebaut und besitzt eine pneumatische Traktur, es besitzt acht Register im Manual und einen Subpass für das Pedal, zudem sind noch Superoktav- und Pedalkoppel vorhanden. In den 1960er Jahren erhielt die Orgel einen Gebläsemotor.

## Glocken
Im Turm befinden sich drei Glocken; die beiden Eisenhartgussglocken wurden 1921 von Ulrich & Weule in Apolda gegossen. Es existiert außerdem noch eine kleine Sterbeglocke aus dem 14. Jahrhundert mit einer Umschrift in gotischen Versalien „LVUKAS – MARKVS – MATHEVS – JOHANNES – DIENA – BEATUM“.